# Dietrich Fischer-Dieskau
Dietrich Fischer-Dieskau (Berlim, 28 de maio de 1925 — Berg, 18 de maio de 2012) foi um barítono alemão e maestro de música clássica, um dos mais famosos cantor de lieder de sua geração.
É admirado por suas interpretações, as qualidades tonais e de cor na sua voz, o seu excepcional senso rítmico e impecável dicção.

## Discografia

### Como cantor
- Bach, Cantatas, com Karl Richter
- Bach, Jesus and bass parts in the Passions com Herbert von Karajan, Otto Klemperer, Wilhelm Furtwängler e Karl Richter
- Béla Bartók, Bluebeard's Castle, com Ferenc Fricsay
- Bartók, Bluebeard's Castle, com Wolfgang Sawallisch
- Ludwig van Beethoven, Fidelio, com Fricsay
- Beethoven, Fidelio, com Leonard Bernstein
- Johannes Brahms, Ein Deutsches Requiem, com Rudolf Kempe
- Brahms, Ein deutsches Requiem, com Otto Klemperer e Philharmonia Orchestra
- Brahms, Liebeslieder Walzer
- Brahms, Vier ernste Gesänge, lieder, com Jörg Demus, piano
- Benjamin Britten, War Requiem, Benjamin Britten conducting, com Galina Vishnevskaya e Sir Peter Pears
- Ferruccio Busoni, Doktor Faust, maestro Ferdinand Leitner
- Domenico Cimarosa, The Secret Marriage, com Daniel Barenboim
- Claude Debussy, Mélodies, com Hartmut Holl, piano
- Gabriel Fauré, Requiem, Op. 48 André Cluytens
- Joseph Haydn, The Creation, com Herbert von Karajan
- Gustav Mahler, Das Lied von der Erde, com Leonard Bernstein e New York Philharmonic
- Mahler, Lieder, com Daniel Barenboim, piano
- Mahler, Lieder eines fahrenden Gesellen e Des Knaben Wunderhorn, com Daniel Barenboim, piano
- Mahler, Lieder eines fahrenden Gesellen e Kindertotenlieder com orchestra, com Wilhelm Furtwängler e Rudolf Kempe
- Mahler, Kindertotenlieder, com Karl Böhm
- Mahler, Rückert Lieder
- Felix Mendelssohn, Lieder, com Harmut Holl, piano
- Mozart e Haydn Discoveries, com Reinhard Peters e Vienna Haydn Orchestra
- Mozart, The Magic Flute com Ferenc Fricsay
- Mozart, The Magic Flute, com Karl Böhm
- Mozart, The Marriage of Figaro, com Karl Böhm
- Mozart, Don Giovanni, com Ferenc Fricsay
- Mozart, Don Giovanni, com Karl Böhm
- Carl Orff, Carmina Burana, com Eugen Jochum e Chor und Orchester der Deutschen Oper Berlin
- Giacomo Puccini, Tosca, com Birgit Nilsson, e Anja Silja
- Aribert Reimann, Lear, com Bavarian State Orchestra
- Othmar Schoeck, Lebendig begraben, com Radio-Symphonie-Orchester Berlin
- Othmar Schoeck, Notturno
- Othmar Schoeck, Lieder, com Margrit Weber (piano) e Karl Engel (piano)
- Franz Schubert, Deutsche Messe, com Wolfgang Sawallisch e Orchester des Bayerischen Rundfunks
- Schubert, Die Winterreise, com Gerald Moore, piano
- Schubert, Die Winterreise, com Jörg Demus, piano
- Schubert, Die schöne Müllerin, com Gerald Moore, piano
- Schubert, Lieder, com Gerald Moore, piano
- Schubert, Missa Solemnis and Masses in C major and E flat major, com Wolfgang Sawallisch e Bavarian Radio Symphony Orchestra
- Schubert, Schwanengesang, com Gerald Moore, piano
- Schubert, Lieder, com Harmut Holl, piano, 1987
- Robert Schumann, Dichterliebe, Liederkreis, Christoph Eschenbach, piano
- Schumann, Liederkreis, com Gerald Moore, piano
- Dmitri Shostakovich, Suite on Verses of Michelangelo Buonarroti e Four Verses of Captain Lebyadkin, com Vladimir Ashkenazy
- Shostakovich, Symphony No. 14 com Bernard Haitink
- Richard Strauss, Elektra, com Karl Böhm
- Strauss, Arabella, com Joseph Keilberth
- Strauss, Die Frau ohne Schatten
- Giuseppe Verdi, Un ballo in maschera, com Fritz Busch
- Verdi, La traviata, com Lorin Maazel
- Verdi, Otello
- Verdi, Falstaff, com Leonard Bernstein
- Verdi, Macbeth, com Elena Souliotis
- Verdi, Rigoletto com Rafael Kubelík e La Scala Orchestra
- Verdi, Don Carlo com Georg Solti , Nicolai Ghiaurov, Renata Tebaldi, Varlo Bergonzi e Royal Opera House Orchestra and Chorus, Convet Garden
- Richard Wagner, Die Meistersinger von Nürnberg, com Eugen Jochum e Berliner Staatsopernorchester
- Wagner, Lohengrin com Rudolf Kempe (EMI)
- Wagner, The Flying Dutchman, com Franz Konwitschny (EMI)
- Wagner, Tannhäuser, com Konwitschny (EMI)
- Wagner, Das Rheingold, com Herbert von Karajan
- Wagner, Götterdämmerung, COM Georg Solti e Vienna Philharmonic Orchestra
- Wagner, Tristan und Isolde, com Wilhelm Furtwängler
- Wagner, Tristan und Isolde, com Carlos Kleiber
- Carl Maria von Weber, Lieder
- Hugo Wolf, Fruhe Lieder

### Como maestro
- Hector Berlioz, Harold in Italy
- Brahms, Symphony No. 4, com a Czech Philharmonic Orchestra
- Mahler, Das Lied von der Erde
- Richard Strauss, Arias de Salomé, Ariadne auf Naxos, Die Liebe der Danae, e Capriccio, com Bamberg Symphony Orchestra

## Livros
- The Fischer-Dieskau Book of Lieder: The Original Texts of over 750 Songs, translated by Richard Stokes and George Bird. Random House, 1977. (ISBN 0-394-49435-0)
- Reverberations: The Memoirs of Dietrich Fischer-Dieskau, translated by Ruth Hein.  Fromm International, 1989. (ISBN 0-88064-137-1)
- Robert Schumann Words and Music: The Vocal Compositions, translated by Reinhard G. Pauly.  Hal Leonard, 1992. (ISBN 0-931340-06-3)
- Schubert's Songs: A Biographical Study. Alfred A. Knopf, 1977. (ISBN 0-394-48048-1)
- Wagner and Nietzsche, translated by Joachim Neugroschel. Continuum International, 1976.